# 화순 망미정
화순 망미정은 대한민국 전라남도 화순군 이서면 장학리에 있는 건축물이다. 2008년 1월 9일 화순군의 향토문화유산 제37호로 지정되었다.